# Нгарка-Хадытаяха
Нгарка-Хадытаяха (устар. Нгарка-Хадыта-Яха) — река в России, протекает по Ямало-Ненецкому АО. Устье реки находится на 164-м км правого берега реки Пур. Длина реки составляет 153 км, площадь водосборного бассейна — 1970 км².
Бассейн реки на севере соседствует с бассейном Хотояха, проложившей русло по многочисленным старицам реки Нгарка-Хадытаяха.

## Притоки
(км от устья)
- 68 км: Сармикъяха (пр)
- 79 км: Ханавейяха (пр)
- 84 км: Ивайтосё (лв)
- 102 км: Тыдэоттакуяха (лв)
- 120 км: Нгарка-Харвотакуяха (пр)
- 123 км: Нюдя-Харвотакуяха (лв)

## Данные водного реестра
По данным государственного водного реестра России относится к Нижнеобскому бассейновому округу, водохозяйственный участок реки — Пур, речной подбассейн реки — подбассейн отсутствует. Речной бассейн реки — Пур.
Код объекта в государственном водном реестре — 15040000112115300061098.